# Bigode (futebolista)
João Ferreira, mais conhecido como Bigode (Belo Horizonte, 4 de abril de 1922 — São Mateus, 31 de julho de 2003), foi um futebolista brasileiro que atuou como lateral-esquerdo. Teve passagem pelo Atlético Mineiro, Fluminense, Flamengo e Seleção Brasileira.

## Biografia
Bigode começou a sua carreira jogando nas equipes amadoras do Industrial e do Combate até se profissionalizar no Sete de Setembro de Belo Horizonte em 1939 e depois se transferiu para Atlético Mineiro em 1940. 
Foi contratado pelo Fluminense em 1943. Bigode participou de 396 jogos pelo Fluminense, tendo atuado até 1949 e de 1952 a 1955. Marcou apenas 62 gols no total.
No Flamengo atuou em 66 jogos entre 1949 e 1952, com 33 vitórias, 13 empates e 20 derrotas.
Pela Seleção Brasileira de Futebol, entre 1949 e 1953, Bigode fez 16 jogos, (1 não oficial) 1 gol , (treze vitórias, um empate e duas derrotas), inclusive o Maracanaço, a partida que decidiu a Copa do Mundo de Futebol de 1950 a favor da Seleção Uruguaia de Futebol, deixando desolados os brasileiros. Em 1952 ele voltou para a seleҫao nacional novamente.
Bigode foi um dos jogadores mais criticados pela derrota do Brasil na Copa de 1950 por não ter acompanhado Ghiggia e ter sido driblado por ele nos dois gols do Uruguai na final. Foi, depois do goleiro Barbosa, o jogador mais criticado da Seleção Brasileira naquela partida.

## A Lenda do Tapa
No Brasil, surgiu uma lenda de que Bigode teria levado um tapa de Obdulio Varela, o capitão do time do Uruguai, na final da Copa de 1950 e que, por isso, Bigode teria ficado com medo e não teria acompanhado Ghiggia no lance do segundo gol uruguaio. No entanto, os jogadores, assim como os torcedores que assistiram aquela partida, sempre negaram que o tal tapa ocorreu. O próprio Varela disse que jamais agrediu Bigode.

## Morte
Em 27 de julho de 2003, Bigode foi internado no Hospital de Pronto-Socorro João XXIII. Fumante, ele estava com problemas respiratórios e com pneumonia crônica, que evoluiu para uma infecção generalizada. Veio a falecer no dia 31 de julho de 2003, aos 81 anos, às 3h45. O corpo do ex-atleta foi enterrado no Cemitério Bosque da Esperança. 

## Títulos
Atlético-MG
- Campeonato Mineiro: 1941, 1942[1]

Fluminense
- Copa Rio: 1952
- Campeonato Carioca: 1946[1]

Seleção Brasileira
- Campeonato Sul-Americano: 1949[1]
- Taça Oswaldo Cruz: 1950
- Copa Rio Branco: 1950

## Literatura
- "Guia dos Craques", de Marcelo Duarte, "Almanaque do Flamengo", de Roberto Assaf e Clóvis Martins.